# بريستون نورث إيند
بريستون نورث إند (بالإنجليزية: Preston North End F.C.)‏ هو ناد إنجليزي لكرة قدم من منطقة ديبديل في مدينة بريستون، تأسّس في العام 1863 ويعد أول فائز ببطولة الدوري الإنجليزي الممتاز. توج بالبطولة مرتين عامي 1889 و 1890. حصل على لقب (بالإنجليزية: The Invincibles)‏ وتعني النادي الذي لا يقهر.